# Lutet
Lutet (Lu, łac. lutetium, od Lutetia), dawniej kasjop (Cp) – pierwiastek chemiczny z grupy lantanowców w układzie okresowym. Zgodnie z klasyfikacją IUPAC lutet jest zaliczany do lantanowców. Także zgodnie z klasyfikacją IUPAC należy on do bloku d, w wyniku czego jest jedynym lantanowcem z okresu 6 niewchodzącym do bloku f. Przez występowanie w bloku d należy on do grupy skandowców.
Został odkryty w 1907 r. niezależnie przez Georges'a Urbaina i Carla Auera von Welsbacha, którzy rozdzielili (różnymi metodami) iterbię, wyizolowaną w 1878 r. przez Jeana Charles'a Galissarda de Marignaca na iterb i lutet.

## Występowanie
Lutet występuje w skorupie ziemskiej w ilości 0,51 ppm. Najważniejszymi minerałami lutetu są:
- monacyt (Ce,La,Th,Nd,Y,Pr,Lu)PO4 – tzw. piasek monacytowy
- bastnazyt (Ce,La,Nd,Y,Pr,Lu)CO3F – minerał dużo rzadszy.

## Właściwości fizyczne
Atom lutetu posiada 71 elektronów o konfiguracji [Xe] 4f145d16s². Wchodząc w reakcję chemiczną atom traci dwa zewnętrzne elektrony i jeden elektron podpowłoki 5d, co jest nietypowe ponieważ reakcje innych lantanowców wykorzystują elektrony podpowłoki f. Atom lutetu jest najmniejszy spośród atomów lantanowców ze względu na kontrakcję lantanowców, co skutkuje tym, że lutet ma największą gęstość, temperaturę topnienia i twardość spośród lantanowców. Niektóre z tych właściwości mogą być wyjaśnione poprzez przynależność pierwiastka do bloku d układu okresowego, co daje mu częściowo właściwości cięższych metali przejściowych. Czasami lutet bywa, z tego względu klasyfikowany jako metal przejściowy, mimo że IUPAC zaklasyfikował go do lantanowców.

## Zastosowanie
Izotop lutetu 177Lu jest stosowany w połączeniu z analogami somatostatyny do leczenia nowotworów pochodzenia neuroendokrynnego.